# Présence militaire russe en Transnistrie

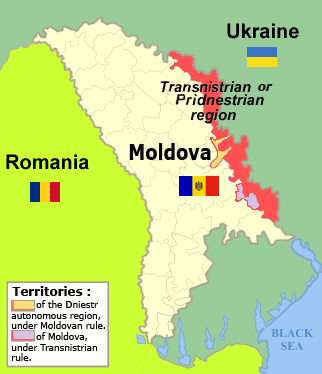
Transnistrie région de Moldavie.

Actuellement, la fédération de Russie détient un nombre indéterminé de soldats en Transnistrie, un État séparatiste non reconnu dont le territoire est reconnu internationalement comme faisant partie de la Moldavie. Cette présence militaire russe remonte à 1992, lorsque la 14e armée de la Garde soviétique est intervenue dans la guerre de Transnistrie en soutien aux forces séparatistes transnistriennes. Après la fin de la guerre, qui s'est terminée par une victoire transnistrienne soutenue par la Russie et par l'indépendance de facto de la région, les forces russes sont restées dans une prétendue mission de maintien de la paix et se sont réorganisées en 1995 en Groupe opérationnel des forces russes en Transnistrie, garde actuellement le dépôt de munitions de Cobasna. D'autres soldats russes participent également à la Commission de contrôle mixte (en) entre la Moldavie, la Russie et la Transnistrie depuis 1992. Aujourd'hui, le gouvernement moldave considère la présence de troupes russes en Moldavie comme illégitime et a appelé à leur retrait et à leur remplacement par des forces internationales. La Russie s'y est toutefois opposée. Le 15 mars 2022, l'Assemblée parlementaire du Conseil de l'Europe a reconnu la Transnistrie comme un territoire moldave occupé par la Russie.

## Contexte

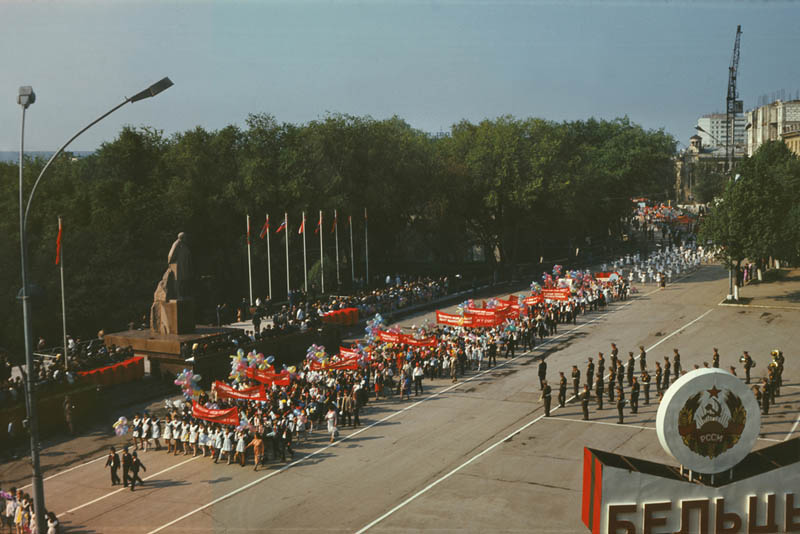
Manifestation en 1985 à Bălți dans la RSS de Moldavie avec l'Armée soviétique au garde-à-vous.

La 14e armée de la Garde a été formée en tant qu'unité de l'armée de terre soviétique le 25 novembre 1956 à partir du 10e corps de fusiliers de la Garde de Budapest (en), qui faisait autrefois partie du district militaire d'Odessa dont le quartier général était à Chișinău. En 1964, la 88e division de fusiliers motorisés de la Garde est devenue la 180e division de fusiliers motorisés, et la 118e division de fusiliers motorisés est devenue la 48e division de fusiliers motorisés. Dans les années 1980, le quartier général de l'armée a été transféré à Tiraspol, au sein de la RSS de Moldavie. En 1991, l'armée était composée de quatre divisions de fusiliers motorisés et d'autres unités plus petites. Seules la 59e division de fusiliers motorisés de la Garde (en) et quelques unités plus petites, dont le 1162e régiment de missiles antiaériens, se trouvaient sur la rive gauche du Dniestr dans la région de Transnistrie. D'autres formations, dont la 28e division de fusiliers motorisés de la Garde et la 180e division de fusiliers motorisés, se trouvaient de l'autre côté de la frontière ukrainienne et sont devenues une partie des forces terrestres ukrainiennes. Selon les sources de l'armée, les Transnistriens locaux constituaient la grande majorité de ses soldats, dont 51 % des officiers et 79 % des conscrits.
| Formation en 1989                                            | Formation en 1991–92 (Ukraine)          |
| ------------------------------------------------------------ | --------------------------------------- |
| 28e brigade mécanisée (Tchornomorske)                        | 28e brigade mécanisée                   |
| 59e division de fusiliers motorisés de la Garde (Tiraspol)   | Idem – sous contrôle russe              |
| 86e division de fusiliers motorisés de la Garde (Bălți)      | Réduit en site de stockage puis dissous |
| 180e division de fusiliers motorisés (Bilhorod-Dnistrovskyï) | Transféré en Ukraine et dissous         |

En 1990, la 14e armée de la Garde comprenait les unités suivantes :
- 173e brigade de missiles (Bender)
- 189e brigade de missiles de la Garde (Bălți) : 13 R-145BM
- 156e brigade de missiles anti-aériens (Ungheni)
- 865e poste de commandement de la défense aérienne
- 4e régiment d'artillerie (Ungheni) : 36 obusiers D-30, 24 2A36 « Giatsint », 26 BM-27 Uragan, 3 PRP-3, 3 Klyon 1, 2 1V19, 5 R-145BM, 54 MT-LB (pour 47 T -12)
  - 803e régiment d'artillerie de fusée (dissous, actifs du 4e régiment d'artillerie)
  - 2335e régiment d'artillerie de reconnaissance (dissous, actifs du 4e Régiment d'artillerie)
- 714e bataillon d'artillerie de reconnaissance séparé (Ungheni)
- 36e escadron d'hélicoptères séparé (Tiraspol): 8 Mi-8, 1 Mi-6, 2 Mi-24K, 2 Mi-24R
- 321e escadron séparé de systèmes de reconnaissance sans pilote (Tiraspol)
- 905e bataillon d'assaut aérien (Tiraspol)
- 194e régiment de pont flottant, 115e bataillon de sapeurs du génie séparé (Parcani) : 4 IRM
- 15e régiment de transmissions séparé (Tiraspol): 9 R-145BM, 1 R-156BTR, 1 R-137B, 1 P-240BT
- 108e régiment de génie radio séparé (Bender)
- 130e bataillon de défense chimique, 785e bataillon de reconnaissance NBC (Bender)
- 58e bataillon de génie radio, 976e et 2242e bataillons de guerre électronique (Bender)
- 5381e base de stockage d'équipement (Florești) : 63 MT-LB, 25 R-145BM, 2 RKhM Kashalot, 3 UR-67 ainsi que 27 9M113 Konkurs, 32 S-60 (anciennement 86e division de fusiliers motorisés de la Garde)

### Conflit en Transnistrie
Les tensions entre la région de ce qui compose aujourd'hui la Transnistrie et le gouvernement central de la Moldavie sont apparues au cours des dernières étapes de l'Union soviétique, lors de sa dissolution. Ce conflit a finalement éclaté la guerre de Transnistrie, l'étape la plus active de ce conflit.

## Guerre de Transnistrie
Alors que la politique officielle de la fédération de Russie au début du conflit armé généralisé en 1992 était celle de la neutralité, de nombreux soldats et officiers de la 14e armée étaient favorables à la cause de la Transnistrie et avaient fait défection vers la Transnistrie et avaient activement participé aux combats. dans le cadre de ses forces armées, la Garde républicaine. En outre, une quantité considérable de matériel de l'armée a été prise sans résistance ou donnée aux forces armées de la Transnistrie.
Le commandant de l'armée, le général G. I. Yakovlev, soutenait ouvertement la Transnistrie nouvellement créée. Il a participé à la fondation de la RMP, a servi dans le Soviet suprême de la Transnistrie et a accepté le poste de premier président du département de la Défense de la Transnistrie le 3 décembre 1991, provoquant le Commandant en chef des forces armées de la CEI, Yevgeny Shaposhnikov, pour le relever de son rang et de son service dans l'armée russe. Le successeur de Yakovlev, le général Yuriy Netkachev a adopté une position plus neutre dans le conflit. Cependant, ses tentatives de médiation entre Chișinău (capitale de la Moldavie) et Tiraspol (capitale de la Transnistrie) ont été largement infructueuses.
Le 23 mars 1992, Shaposhnikov a signé un décret autorisant le transfert du matériel militaire des unités de la 14e armée de la Garde stationnées sur la rive droite du Dniestr à la République de Moldavie. Cet équipement militaire avait constitué la majorité du matériel utilisé par l'armée nationale moldave lors de la guerre de Transnistrie qui a suivi. Un deuxième décret, publié le 1er avril par Boris Eltsine, a transféré le personnel de la 14e armée de la Garde, ainsi que tout le matériel militaire de la rive gauche, dont un important dépôt de munitions à Cobasna, sous contrôle russe.
En juin 1992, la situation avait dégénéré en un engagement militaire ouvert. Avec la quasi-désintégration de l'armée russe lors des combats les plus violents dans et autour de la ville de Bender (Tighina), à la suite d'une offensive coordonnée des forces moldaves, le général major Alexandre Lebed est arrivé au quartier général de la 14e armée le 23 juin avec des ordres permanents. arrêter le conflit en cours par tous les moyens disponibles, inspecter l'armée, empêcher le vol d'armements de ses dépôts et assurer l'évacuation sans entrave des armements et du personnel de l'armée de la Moldavie et à travers le territoire ukrainien. Après avoir brièvement évalué la situation, il prend le commandement de l'armée, relève Netkachev et ordonne à ses troupes d'entrer directement dans le conflit. Le 3 juillet à 03 h 00, une frappe d'artillerie massive provenant des formations de la 14e armée stationnées sur la rive gauche du Dniestr a anéanti la force moldave concentrée dans la forêt de Hîrbovăț (en), près de Bender, mettant ainsi fin à la phase militaire du conflit. Selon au moins une source moldave, 112 soldats moldaves ont été tués par le bombardement.

## Conséquences

### Fin de la guerre et groupe opérationnel des forces russes

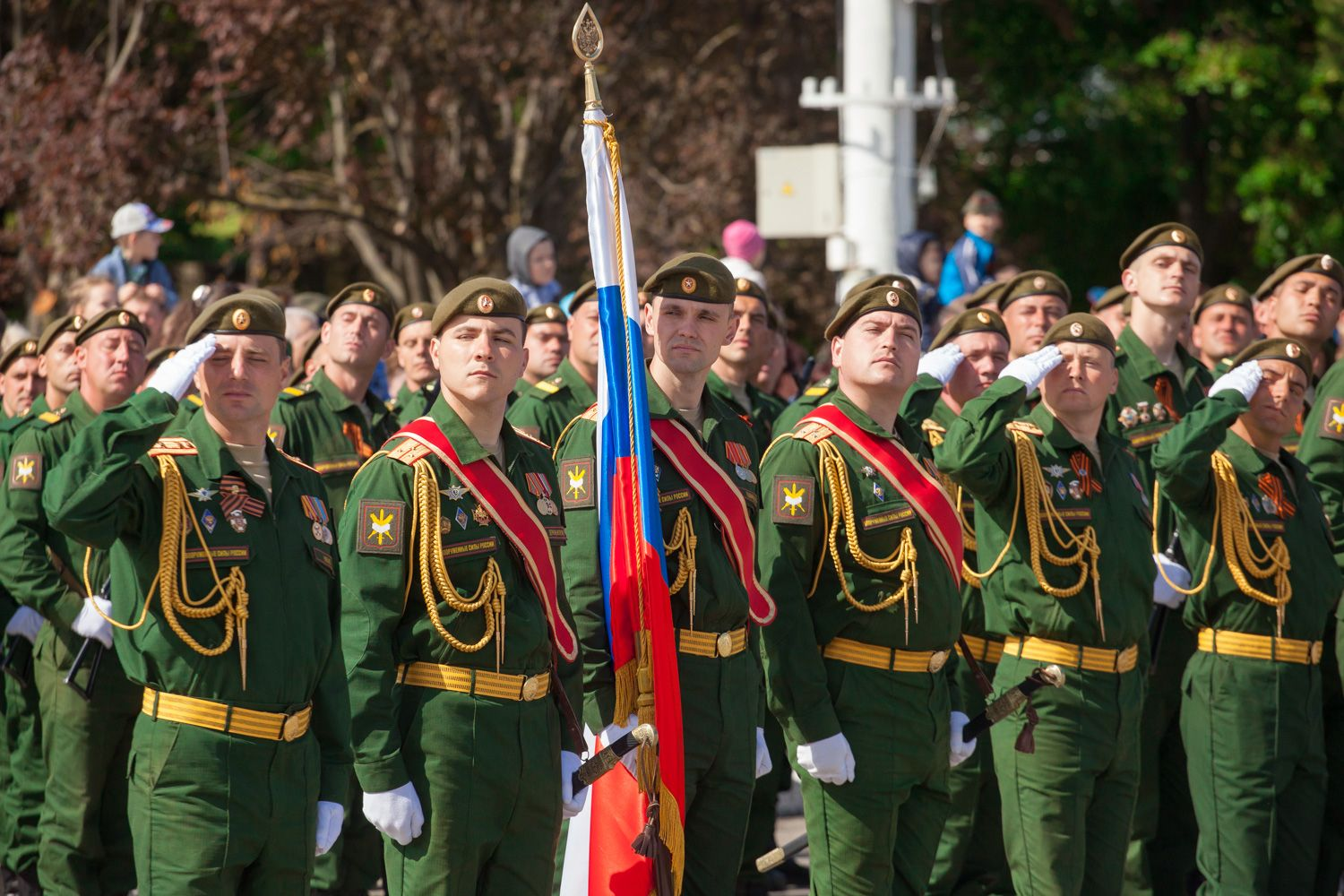
Membres du Groupe opérationnel des forces russes en Transnistrie lors des célébrations du Jour de la Victoire à Tiraspol en 2017.

Après la fin du conflit, une unité russe distincte a été déplacée dans la région dans le cadre de la force conjointe de maintien de la paix moldo-russe-transnistrienne, la Commission de contrôle unifiée (en). La 14e armée de la Garde elle-même a été réformée en avril 1995 en Groupe opérationnel des forces russes en Transnistrie qui est passée sous le commandement du district militaire de Moscou et a été chargée de garder le dépôt de munitions de Cobasna. Une autre source plus récente donne la date de dissolution de la 14e armée de la Garde au 25 juin 1995. La 59e division de fusiliers motorisés de la Garde (en) est devenue la 8e brigade de fusiliers motorisés de la Garde le 1er juin 1997. La force est maintenant forte d'environ 1 200 hommes et, selon Kommersant-Vlast en 2005, composée de la 8e brigade de fusiliers motorisés de la Garde, du 1162e régiment de fusées anti-aériennes, du 15e régiment des transmissions et d'autres unités de soutien.
Le 1er novembre 2002, la 8e brigade de fusiliers motorisés de la Garde a été dissoute et le personnel restant, au nombre de 5 719 effectifs, a été absorbé par le commandement des forces de maintien de la paix.
En raison de la réduction de l'effectif du groupe opérationnel (commandant général-major Boris Sergeyev), l'effectif restant en 2006 est d'environ 1 000 à 1 500 soldats et comprend :
- 82e et 113e bataillons séparés de fusiliers motorisés de maintien de la paix
- Bataillons indépendants de sécurité et de soutien
- Un détachement d'hélicoptères
- Plusieurs petits détachements administratifs

Le groupe opérationnel était en juin 2019 commandé par le colonel Dmitry Zelenkov de Russie et comptait 1 500 soldats. Il siège aux côtés de la Commission de contrôle unifiée.

### Situation actuelle et retrait proposé
Le 18 novembre 2008, l'Assemblée parlementaire de l'OTAN a adopté une résolution exhortant la Russie à « respecter ses engagements pris lors du sommet de l'OSCE à Istanbul en 1999 et à retirer sa présence militaire illégale de la région transnistrienne de Moldavie dans un avenir proche ».
Le 7 avril 2016, la Russie a annoncé qu'elle retirerait ses troupes de Moldavie une fois résolu le problème de la liquidation des dépôts d'armement de la 14e armée. La nécessité de faire transiter les armements par l'Ukraine, qui a eu une relation hostile après l'annexion russe de la Crimée et l'invasion russe de l'est de l'Ukraine en 2014, complique le retrait.
Le 27 juin 2016, une nouvelle loi est entrée en vigueur en Transnistrie, punissant les actions ou les déclarations publiques, y compris par l'utilisation des médias, des réseaux d'information et de télécommunications ou d'Internet critiquant la soi-disant mission de maintien de la paix de l'armée russe en Transnistrie, ou présentant des interprétations perçues comme « fausses » par le gouvernement transnistrien de la mission militaire de l'armée russe. La peine est jusqu'à trois ans de prison pour les gens ordinaires ou jusqu'à sept ans de prison si le crime a été commis par une personne responsable ou un groupe de personnes par accord préalable.
Le 22 juin 2018, l'Assemblée générale des Nations unies a adopté une résolution (document A/72/L.58), qui exhortait la fédération de Russie à retirer sans condition ses troupes et ses armements du territoire de la république de Moldavie.
À ce jour, la Moldavie continue de demander le retrait des troupes russes de Transnistrie, après l'avoir fait aussi récemment qu'en 2021. De plus, en 2022, au milieu d'une augmentation des tensions entre l'Ukraine et la Russie qui a servi de prélude à l'invasion de l'Ukraine par la Russie en 2022, des allégations des services de renseignement ukrainiens sont apparues selon lesquelles la Russie tentait de préparer des « provocations » contre les soldats russes en Transnistrie afin de créer un prétexte à une invasion de l'Ukraine.